# お祭り忍者
「お祭り忍者」（おまつりにんじゃ）は、男性アイドルグループ・忍者のデビューシングル。1990年8月22日発売。

## 概要
美空ひばりが1952年に発表した「お祭りマンボ」の一部を引用し、新たなメロディーと詞を付加した楽曲。「お祭りマンボ」の楽曲は、著作権法上所属レコード会社の専属楽曲である。当時、美空ひばりが生前に歌唱した専属楽曲を他アーティストが発売することをレコード会社は一切許諾しておらず、本作がその許諾第一号であるとスポーツ紙各社に報じられた。柳沢超はこの曲を歌唱したことで「ひばりさんのファンから相当逆なでされた」と『じっくり聞いタロウ〜スター近況（秘）報告〜』（テレビ東京・2016年10月20日放送）出演時に語った。なお、本作を含め専属楽曲をリメイクし忍者が発表した楽曲4作品の著作権はコロムビアソングスが保有する。
A面は同じで、B面に異なるオリジナル楽曲を収録した2種類のシングルが同時に発売され、それぞれ「陽炎SINGLE」「水雲SINGLE」と名付けられてた。オリコンシングルチャートにおいて、ジャニーズ事務所所属の少年隊や男闘呼組がB面収録曲の違う複数種のシングルを発売した場合は合算されて集計されていたが、本作は2種類が別々に集計され、1990年9月1週にそれぞれ3位と10位に初登場。初登場1位の獲得こそ逃したものの、2種の推定売上枚数の合計はその週に1位だったB.B.クィーンズの「おどるポンポコリン」を上回った。1990年当時のオリコンチャートでは、ジャニーズ所属アーティスト以外でも同様の扱いをしており、例えば米米CLUBの「浪漫飛行」もB面が異なる2種販売で、合算集計せず別集計であった。
「See You Again…!」は、ミュージカルのサウンドトラックという体裁で構成されている、1990年6月に発表された少年隊のアルバム『MUSICAL PLAYZONE'90 MASK』収録の「See You Again....!」（点の種類が違う）を改詞したもの。少年隊版の作詞は小倉めぐみと演出家の森泉博行との共作扱いとなっているが、2バージョンの詞が共通するのはサビの大部分だけである。なお、忍者のメンバー全員はこの「PLAYZONE'90 MASK」も含めて1986年からスタートしたミュージカルシリーズ「PLAYZONE」に出演経験がある。

## 収録曲
水雲SINGLE
1. お祭り忍者
  - 作詞：原六朗・荒木とよひさ、作曲：原六朗・馬飼野康二、編曲：鷺巣詩郎
2. See You Again…!
  - 作詞：小倉めぐみ、作曲：長岡成貢、編曲：船山基紀
    - 少年隊、光GENJI、SMAPからのデビューに際しての応援コメントが、2コーラス後の間奏に挿入されている。

陽炎SINGLE
1. お祭り忍者
2. 無頼
  - 作詞：荒木とよひさ、作曲：馬飼野康二、編曲：新川博

ビデオシングル
- 1990年10月2日発売。VHSがミニアルバム『忍者』と同梱されて販売されたが、1991年1月1日にVHS単品でも発売。

1. 無頼
2. お祭り忍者 (Extended Dance Mix)
  - リミックス: 内沼映二。ほぼ同じ音源はアルバム『Summer Fiesta』に"Tokio 三社 Mix"としてCDに収録された。

ビデオシングルディスク(VSD)
- 1990年12月21日発売。

1. お祭り忍者 (Special Dance Mix)
  - 表記は違うが、上記の"Extended Dance Mix"と同じ映像を編集したもの。

## エピソード
- 韓国の男女混合グループRoo'Ra（ルーラ）が1995年12月に発表したサードアルバム収録曲の「天上有愛」に「お祭り忍者」盗作疑惑が上がり、1月11日、批判を苦にしたリーダーのイ・サンミンが自殺未遂を起こした[3]。